# Vöslauer Polka
Die Vöslauer Polka ist eine Polka von Johann Strauss (Sohn) (op. 100). Das Werk wurde am 24. August 1851 in Ungers Casino in Wien erstmals aufgeführt.